# 江戸三座

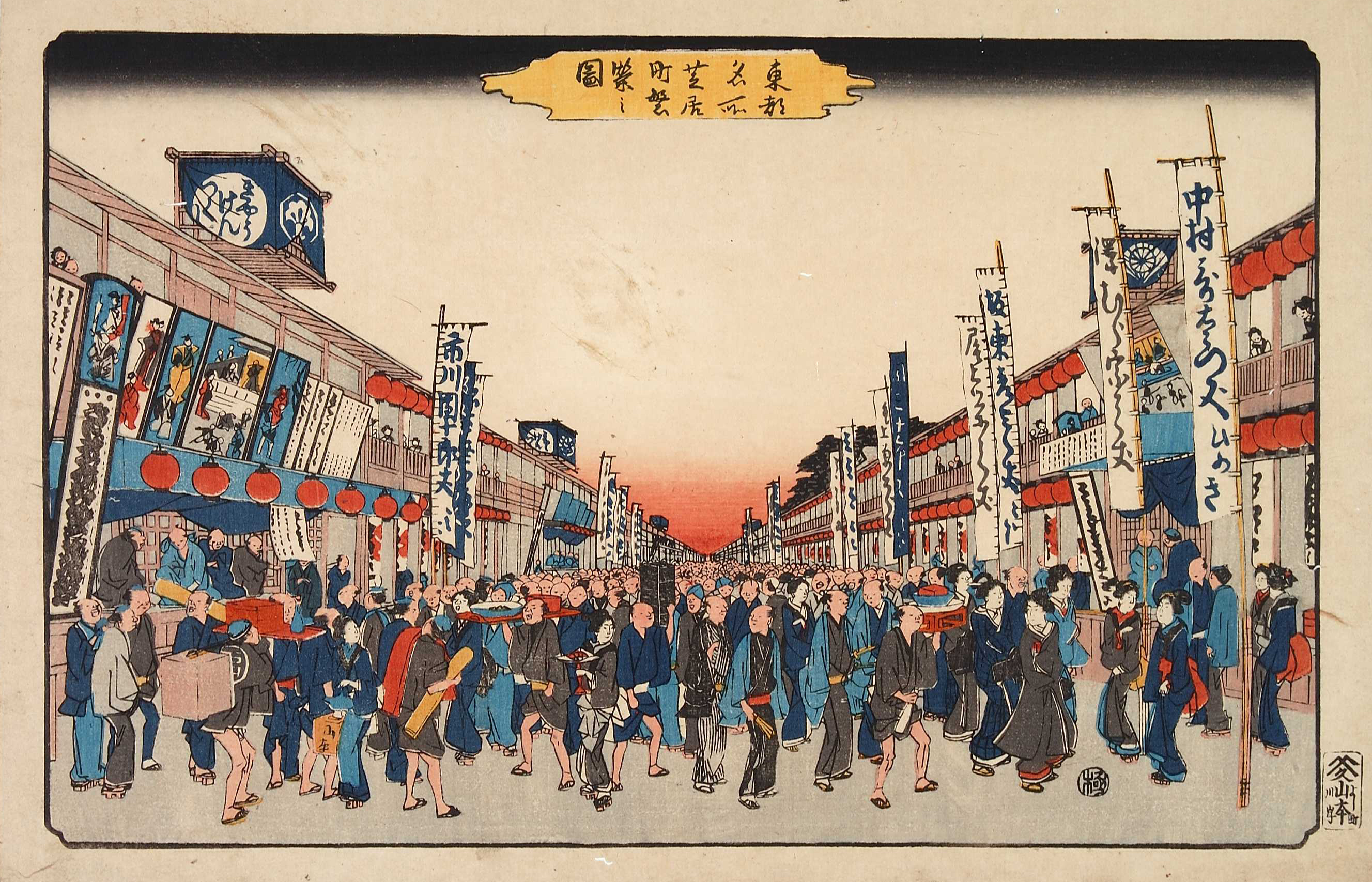
歌川廣重画『東都名所 芝居町繁榮之圖』
----
芝居見物客で賑わう猿若町。通り左側手前から中村座・市村座・河原崎座。それぞれの芝居小屋の木戸口の上には櫓があがっている。天保末年（1830–1843年）。

江戸三座（えど さんざ）は、江戸時代中期から後期にかけて江戸町奉行所によって歌舞伎興行を許された芝居小屋。官許三座（かんきょ さんざ）、公許三座（こうきょ さんざ）、また単に三座（さんざ）ともいう。江戸には当初数多くの芝居小屋があったが、次第に整理されて四座になり、最終的に三座となった。
三座は江戸時代を通じて日本独自の伝統芸能である歌舞伎を醸成、明治以降も歌舞伎の殿堂として大正末年頃まで日本の演劇界を牽引した。

## 概要
歌舞伎の元祖と考えられている出雲阿国や名古屋山三郎が、寺院の境内などで歌舞伎踊りを披露して大評判をとったといわれるのは慶長年間（1596–1615年）のことである。その後、かれらを真似て遊女や若衆たちによる興行が各地の寺院の境内や河原などで行なわれるようになっていったが、江戸府内に常設の芝居小屋ができたのは早くも寛永元年（1624年）のことだった。
歌舞伎が泰平の世の町人の娯楽として定着しはじめると、府内のあちこちに芝居小屋が立つようになる。しかし奉行所は風紀を乱すという理由で遊女歌舞伎（1629年）や若衆歌舞伎（1652年）を禁止、野郎歌舞伎には興行権を認可制とすることで芝居小屋の乱立を防ぐ方針をとった。芝居小屋の数を制限した大きな理由は、江戸で頻発した火災への対応だった。町屋の中に立つ芝居小屋はひと際その図体が大きいばかりか、構造上いったん火がつくと瞬く間に紅蓮の炎を上げて燃え上がり、周囲の家屋にもたちまち延焼した。当時の町火消しによる消火活動といえば、炎上している家屋やそれに隣接する家屋を打ち壊してそれ以上の延焼を防ぐというものだったため、芝居小屋のような巨大建造物が燃え上がるともう手の打ちようがなかったのである。
こうして府内の芝居小屋は次第に整理されてゆき、延宝の初めごろ（1670年代）までには中村座・市村座・森田座・山村座の四座に限って「櫓をあげる」ことが認められるようになった。これを江戸四座（えど よんざ）という。

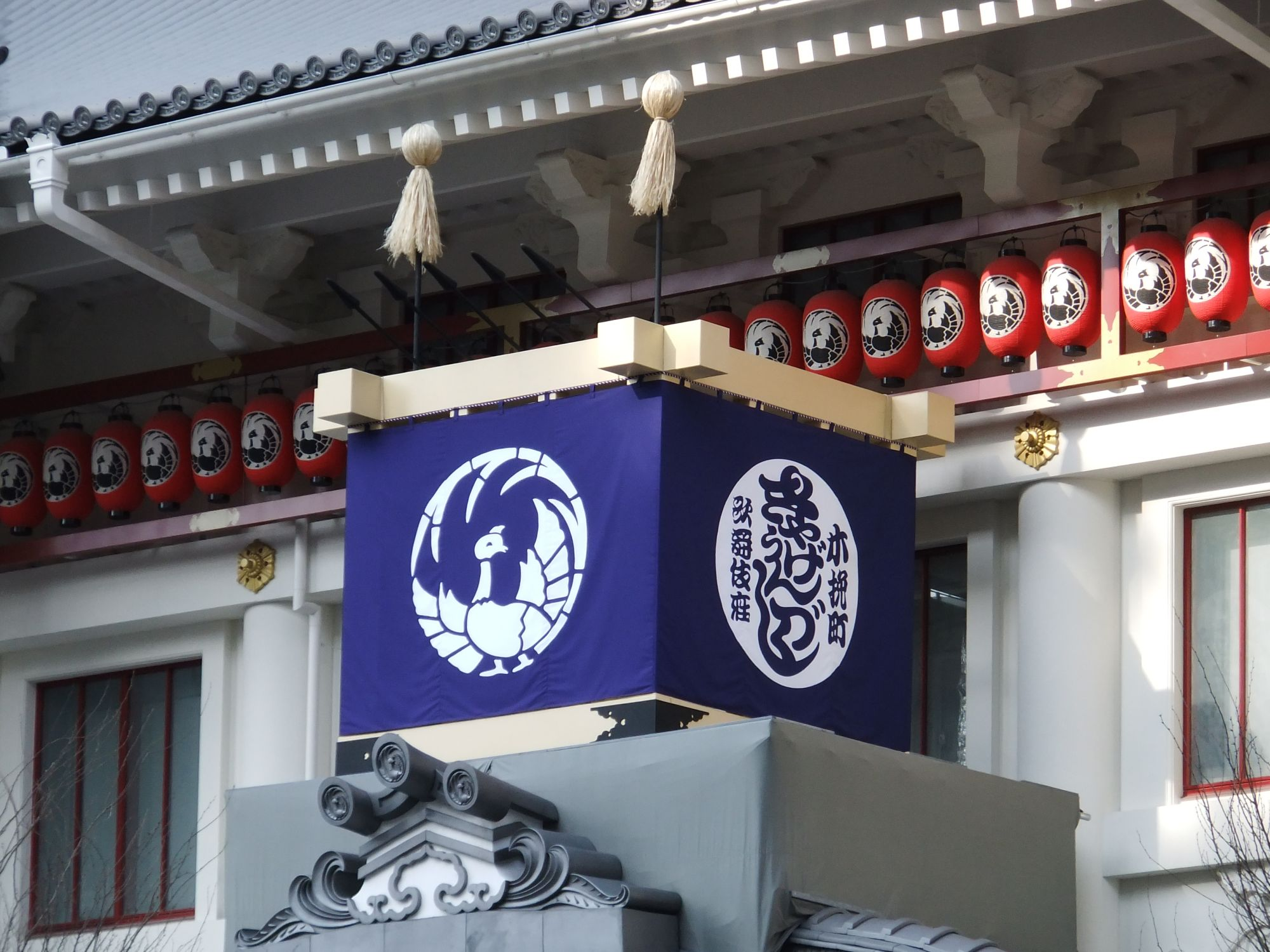
歌舞伎座にあがった櫓
----
今日の歌舞伎座では通常毎年11月の「顔見世大歌舞伎」の際にのみあがる。

櫓とは、人ひとりが乗れるほどの籠のような骨組みに、2本の梵天と5本の槍を組み合わせ、それを座の定紋を染め抜いた幕で囲った構築物で、これを芝居小屋の入口上方に取り付け、かつてはそこで人寄せの太鼓を叩いた。この櫓をあげていることが官許の芝居小屋であることの証だった。逆に櫓のない芝居小屋は宮地芝居（みやぢ しばい）と呼ばれ、簡略な小屋掛けであること、舞台の上以外には屋根をつけないこと、引幕・回り舞台・花道などの装置を使わないことなど、さまざまな制限が設けられた。
正徳4年（1714年）には山村座が取り潰されて中村座・市村座・森田座の江戸三座となる。その三座も座元（座の所有者）が後継者を欠いたり経営が困難になったりすると、興行権が譲渡されたり別の座元が代わって興行を行うことがしばしばあった。享保末年以降（1735〜）になると、三座にはそれぞれ事実上従属する控櫓がつき、本櫓が経営難で破綻し休座に追い込まれると年限を切ってその興行権を代行した。

## 歴史

### 堺町・葺屋町

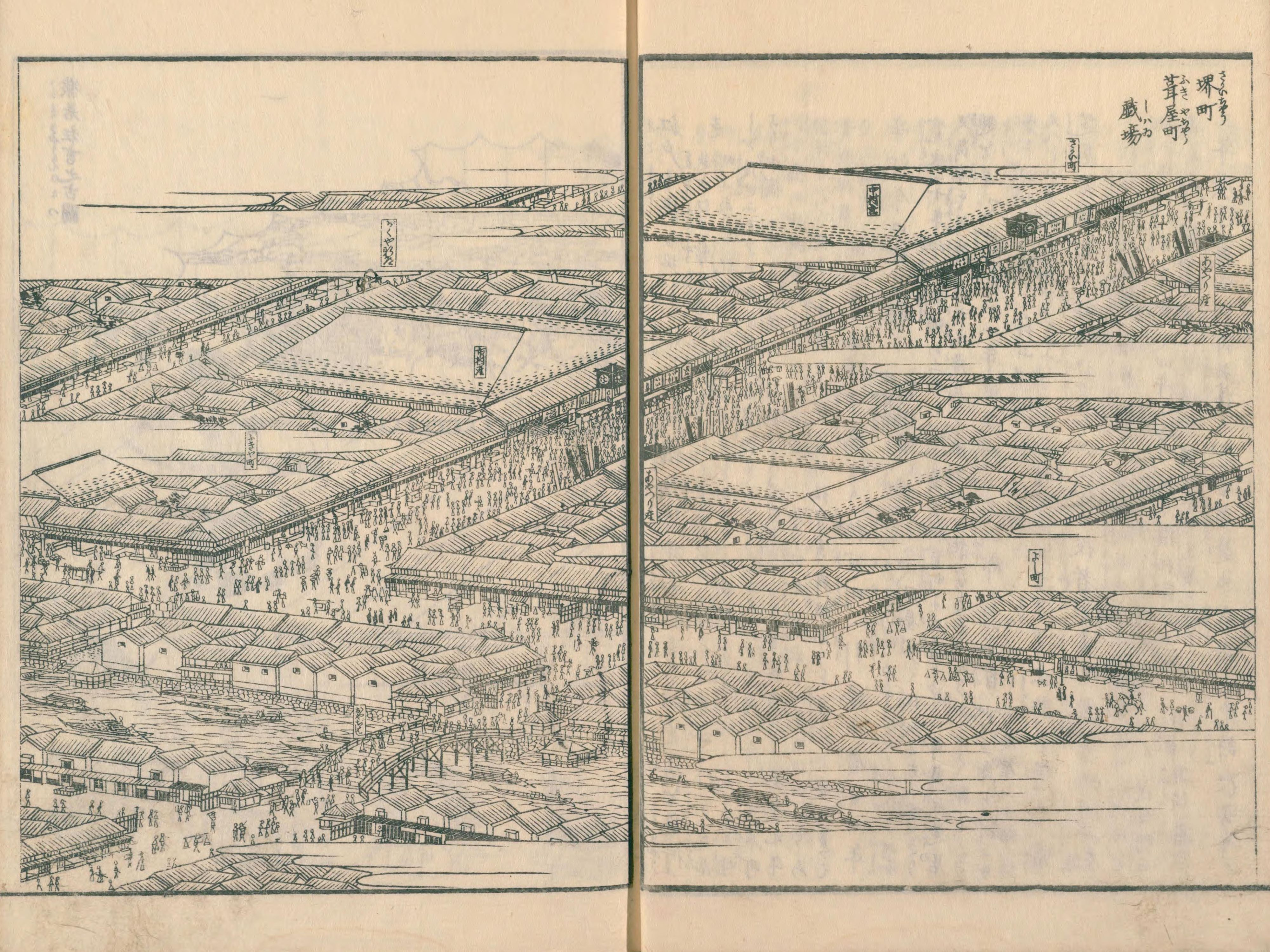
『江戸名所圖會』卷一より「堺町葺屋町戲場」
----
天保5年（1834年）頃 の堺町・葺屋町。表通りに面して中村座（奥）と市村座（手前）が軒を並べるようにして建っている。

江戸の芝居小屋は、寛永元年（1624年）に山城の狂言師で京で猿若舞を創始した猿若勘三郎が、中橋南地（なかばしなんち、現在の京橋のあたり）に櫓をあげたのにはじまる。これが猿若座（さるわかざ）である。ところがこの地が御城に近く、櫓で打つ人寄せ太鼓が旗本の登城を知らせる太鼓と紛らわしいということで、寛永9年（1632年）には北東に八町ほど離れた禰宜町（ねぎまち、現在の日本橋堀留町2丁目）へ移転、さらに慶安4年（1651年）にはそこからほど近い堺町（さかいちょう、現在の日本橋人形町3丁目）へ移転した。その際、座の名称を座元の名字である中村に合せて中村座（なかむらざ）と改称している。
一方、寛永11年（1634年）には泉州堺の人で、京で座本をしていた村山又兵衛という者の弟村山又三郎が江戸に出て、葺屋町（ふきやちょう、現在の日本橋人形町3丁目）に櫓をあげてこれを村山座（むらやまざ）といった。しかし村山座の経営ははかばかしくなく、承応元年（1652年）には上州の人で又三郎の弟子だった市村宇左衛門がその興行権を買い取り、これを市村座（いちむらざ）とした。
堺町の中村座と葺屋町の市村座は同じ通りに面した目と鼻の先に建っていた。また界隈にはこのほかにも小芝居の玉川座、古浄瑠璃の薩摩座、人形劇の結城座などが軒を連ねていたので、この一帯には芝居茶屋をはじめ、役者や芝居関係者の住居がひしめき、一大芝居町を形成した。

### 木挽町

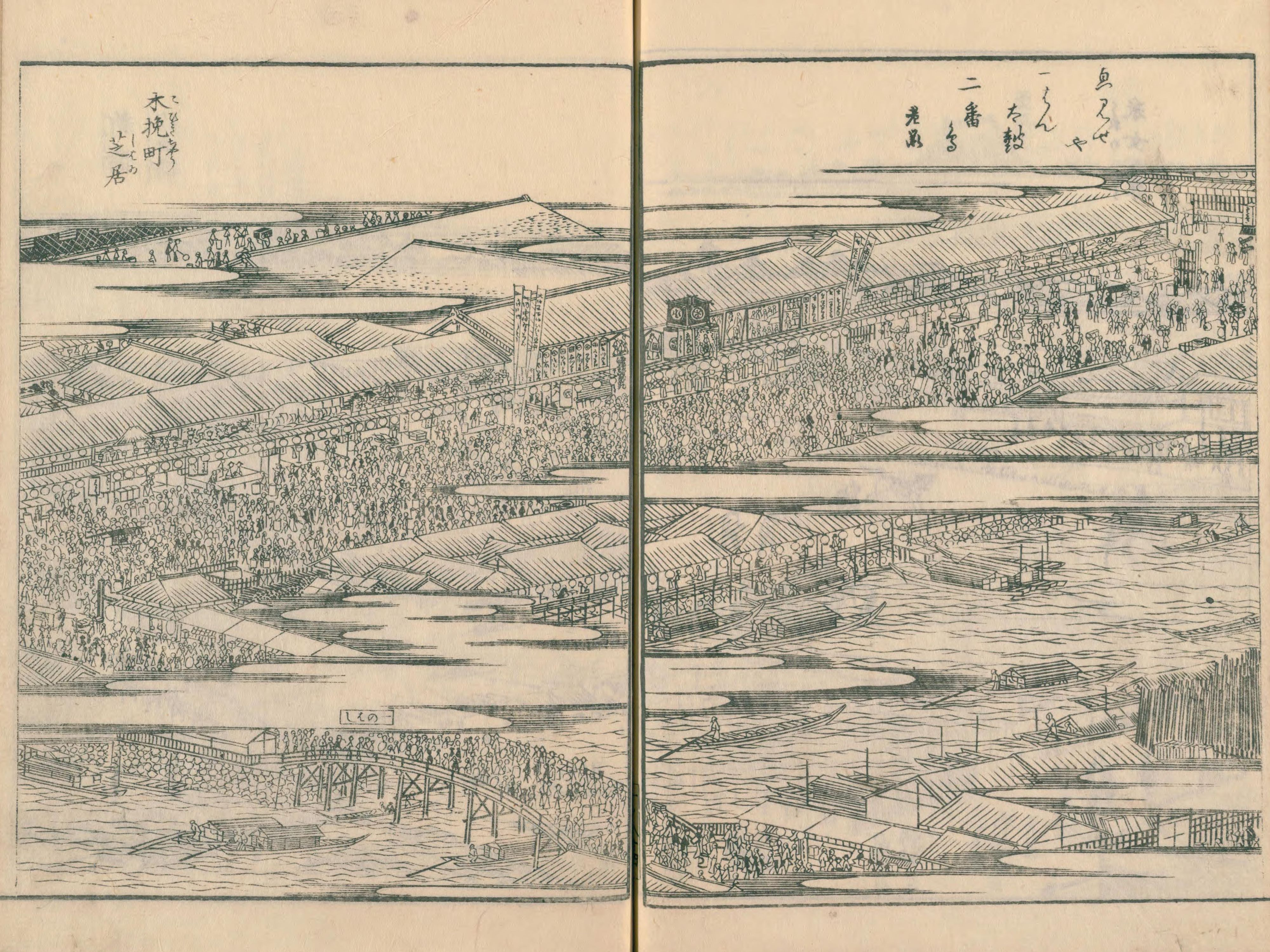
『江戸名所圖會』卷一より「木挽町芝居」
----
天保5年頃の木挽町森田座。天保8年には河原崎座の代興行となった。

寛永19年（1642年）、山村小兵衛（初代山村長太夫）という者が木挽町四丁目（こびきちょう、現在の中央区銀座4丁目の昭和通りの東側）に櫓をあげ、これを山村座（やまむらざ）といった。続いて慶安元年（1648年）には筑前の狂言作者初代河原崎権之助が木挽町五丁目（現在の銀座5丁目の昭和通りの東側）に櫓をあげ、これを河原崎座（かわらさきざ）といった。さらに万治3年（1660年）には摂津の人で「うなぎ太郎兵衛」と呼ばれた森田太郎兵衛がやはり木挽町五丁目に櫓をあげ、これを森田座（もりたざ）といった。
こうして木挽町四五丁目界隈にも芝居茶屋や芝居関係者の住居が軒を連ね、一時は堺町・葺屋町に匹敵する芝居町を形成、「木挽町へ行く」と言えば「芝居見物に出かける」ことを意味するほどの盛況となった。この山村座・河原崎座・森田座の三座を、木挽町三座（こびきちょう さんざ）という。
しかし間もなく河原崎座が座元の後継者を欠いて休座になったので、寛文3年（1663年）に森田座がこれを吸収するかたちで合併した。さらに正徳4年（1714年）には江島生島事件に連座して山村座座元の五代目山村長太夫が伊豆大島に遠島となり、山村座は官許取り消し、廃座となってしまった。こうして木挽町にはひとり森田座が残るのみとなり、あたりには次第に閑古鳥が鳴きはじめる。そこに享保の改革によってもたらされた不況の波が押し寄せ、森田座の経営は年を追うごとに悪化の一途をたどっていった。ついに享保19年（1734年）には地代の滞納がかさんで地主から訴えられてしまう。南町奉行大岡越前の裁きは地主側の訴えを全面的に認めたものとなり、森田座は返済で首が回らなくなって破綻、とうとうこれも休座に追い込まれてしまった。
慌てたのは芝居関係者だった。芝居小屋は役者や狂言作者を雇っているだけではなく、周囲に数々の芝居茶屋や浮世絵の版元などを従えた歓楽街の中核である。それがなくなってしまうということは、木挽町全体の死活問題でもあった。そこで森田座に代わる新しい櫓をあげることが模索されたが、すでにこの頃までに官許三座制が確立しており、新規の櫓が認められることはまず望めない。それならばと、かつて官許を得ながら廃座になった河原崎座・都座・桐座の座元の子孫が名乗り出て、それぞれの座の由緒書とともに旧座の再興を願い出たのである。
街の灯が消えてしまうことは治安の面からも望ましいことではなかったので、町奉行所としては何らかのかたちで座の再興は容認することにしていた。しかし三座制の手前もあり、彼らすべてにこれを許すわけにはいかない。そこで再興するのはあくまでも森田座であるとし、三者のうちの一人が森田座の興行権を当面の間代行するというかたちでこれを許すことにした。そして森田座の勝手向きが改善したあかつきには、代興行主はすみやかに興行権を元へ戻すという条件をこれにつけ加えた。こうして三者による恨みっこなしのくじ引きの結果、二代目河原崎権之助が森田座代興行権を引き当て、翌享保20年（1735年）に河原崎座を復興したのである。

### 本櫓と控櫓

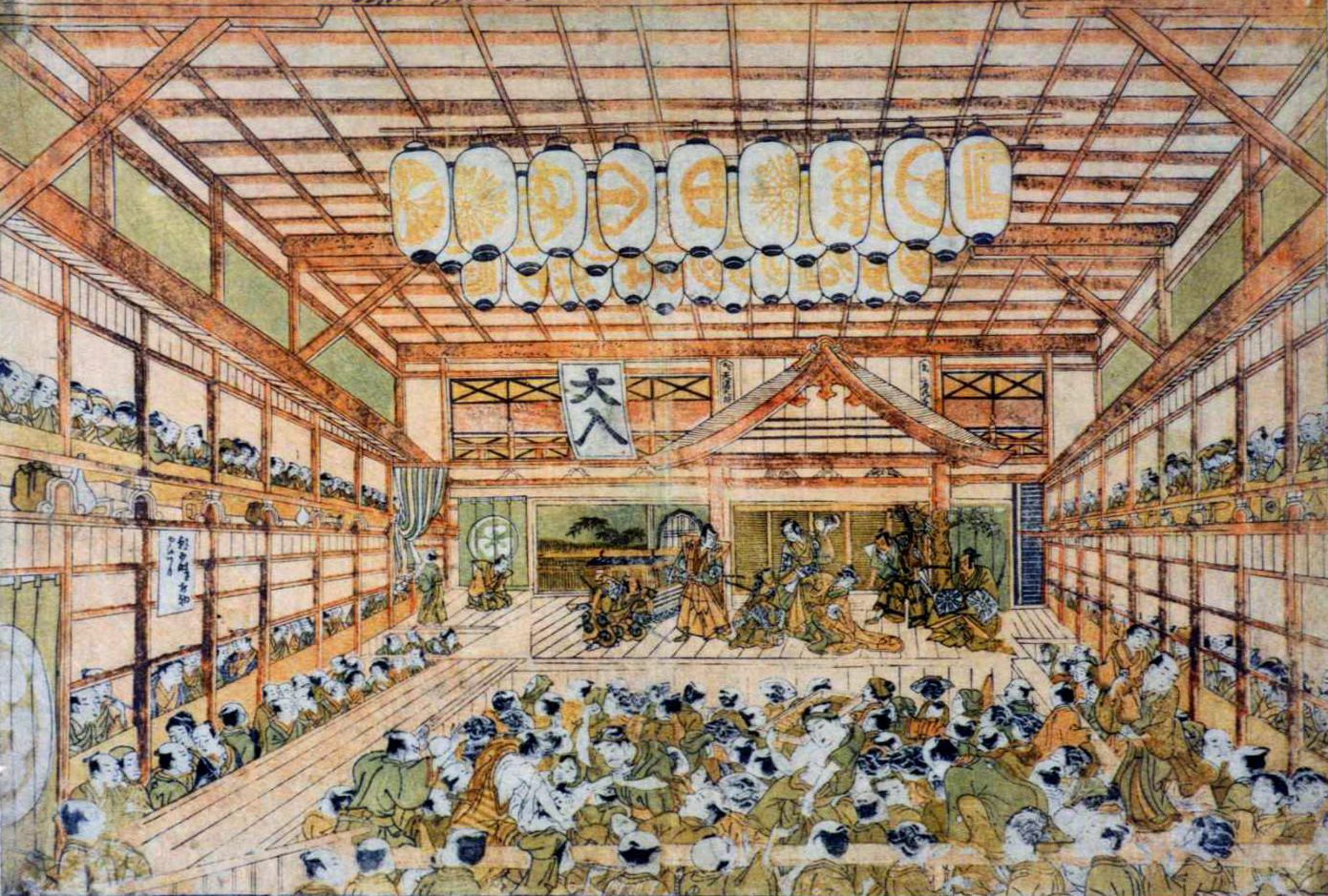
寛政年間（1789–1800年）の木挽町森田座

河原崎座はその後9年間にわたって代興行を続けたのち、延享元年（1744年）に再生なった森田座のもとに興行権を無事返還している。それから40年たった天明4年（1784年）には、市村座が破綻して向う3年間の休座を町奉行所に願い出た。その結果今度は桐長桐（きり ちょうきり）が代興行権を引き当て、翌天明5年（1785年）に桐座（きりざ）を復興した。そして約束通り3年後の天明8年（1788年）には再生なった市村座に興行権を返還している。この結果、もし将来中村座が休座するようなことになれば都伝内（みやこ でんない）の都座（みやこざ）にその興行権が渡ることが事実上確定し、ここに中村座・市村座・森田座の本櫓（ほんやぐら）に対する都座・桐座・河原崎座の控櫓（ひかえやぐら）という代興行の慣行が定着した。
この天明から寛政（1781〜1800年）の時代は、天明の大飢饉で米価が記録的な高騰を見せたかと思えば、寛政の改革による極端な緊縮財政で市場が深刻な不況に陥ったりして、経済は混乱を極め、庶民はそれに翻弄された。「宵越しの銭は持たない」と言われるほど気前の良かった江戸っ子も、そう易々と芝居見物へなどとは言っていられないご時勢となったのである。この影響をもろに受けたのが芝居町で、客足が激減した三座はいずれも深刻な経営難に陥った。まず寛政2年（1790年）には森田座が破綻して2度目の休座、寛政5年（1793年）には地代滞納請求の訴訟を数人の地主から起こされた中村座がついに休座となり、これに続いて再興したばかりの市村座もまた破綻して2度目の休座となってしまった。その結果、堺町には都座が、葺屋町には桐座が、木挽町には河原崎座が櫓をあげ、江戸三座はそのすべてが控櫓となる事態になったのである。
さらに20年ほど下った文化14年（1817年）には、その前年に3度目の破綻で休座した市村座に代わって代興行をしていた桐座が1年足らずでやはり破綻するという局面を迎えていた。その結果市村座の代興行権は桐座を経て都座によって代行されるという変則的事態となったが、その翌年にはなんとその都座もまた破綻してしまうのである。残る河原崎座はこのときすでに3度目の破綻で休座した森田座に代わって櫓をあげていた。そこで市村座座元の十一代目市村羽左衛門は都座座元の都伝内と図って、新たに第4の代興行主を仕立て上げるという窮余の策をひねり出す。白羽の矢が立ったのは、神田明神の宮地芝居の座元の名跡「玉川彦十郎」を預っていた薬舗の三臓園の主人だった。彼の先祖が承応元年（1652年）に葺屋町で櫓をあげた玉川座は、その後間もなく経営難で廃座となり宮地芝居に転落、その後の興行も鳴かず飛ばずで、この文化年間にはもうすっかり忘れ去られた存在になっていた。そこで両座元は「玉川座は実はその後も櫓をあげ続けていた」ということにして、「寛文9年（1669年）には境町に移転、さらにその地で元禄のはじめ頃まで都合30有余年にわたって興行をしていた」という「事実」を大胆にも捏造し、この虚偽の沿革を記した玉川座の由緒書と共に、市村座の興行権を玉川彦十郎に代行させることを町奉行所に願い出たのである。

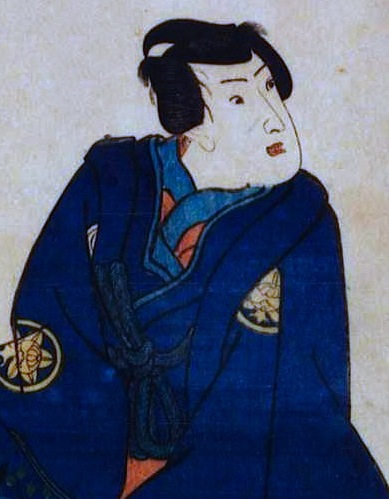
十一代目市村羽左衛門

破綻休座した座の座元である市村羽左衛門は、本来ならば人目を憚って謹慎しているべき身の上である。にもかかわらず、羽左衛門は桐と都の代興行主をまるで持ち駒のように使い果たした挙句、三座制の枠組みを無視するかのように新たな代興行主を模索し、芝居興行とは全く無縁となっていた薬屋の主人を座元に仕立て上げるというなりふり構わぬ手段を講じた。しかも古文書を調べればすぐにでも捏造が露見するような虚偽の由緒書まで添えたとあっては、これはもう立派な違法行為である。かつて江島生島事件で没落した山村座と五代目山村長太夫のように、羽左衛門にとってこの申請は一つ間違えば伊豆大島へ遠島、そして市村座は廃座となりかねない極めて危険な賭けだった。ところが意外にも町奉行所はこの申請を受理すると、すんなりと数日内にこれを許可、葺屋町には誰も聞いたことがないような玉川座（たまがわざ）の櫓があがる一幕となった。この間わずかに3年。市村座 → 桐座 → 都座 → 玉川座 とたらい回しされた興行権は、玉川座による3年間の代興行ののち、文政4年（1821年）に無事市村座に返還されている。
江戸で文化末年から文政初年にかけて繰り広げられたこの未曾有の椿事からは、官許三座制が江戸では単に常設の芝居小屋の数を制限するための規制に終らず、この頃までにはすでに江戸歌舞伎の興行が存続するための根拠として進化を遂げていたことが見て取れる。その鍵となったのが控櫓の制度であり、またそれを極めて柔軟に運用したことだった。結果的にはこのことが、江戸では歌舞伎興行が衰退するようなことがただの一度もなかったことの最大の要因となった。官許の座制や控櫓の制度が発達しなかった上方歌舞伎では、実際にこの江戸時代後期から衰退が始まり、その凋落傾向は収まることなく戦後昭和まで続いて関西歌舞伎は崩壊するに至ったのである。
さて控櫓の中でも河原崎座は森田座の興行権を頻繁に代行した。これは森田座の経営が極めて不安定で、資金繰りに行き詰まっては破綻して休座することが特に多かったためである。森田座の地には、時に20年近くにわたって河原崎座が櫓をあげ続けていたこともあった。今日残る江戸三座を描いた錦絵や江戸府内の地図には、中村座と市村座にならんで河原崎座が描かれているものが非常に多いのはこのためである。
時代が下るにつれて本櫓と控櫓の関係は表裏一体に近いものとなり、代興行は負債逃れの常套手段と化していった。つまり本櫓に借金が嵩んで首が回らなくなると、破綻休座によってその負債をいったん棚上げにし、代わって控櫓が一から商売をやり直す。その控櫓も行き詰まるとやはり破綻休座して負債を一時棚上げし、そこでそろそろほとぼりも冷めた本櫓が債権者に対して、元本や利子の大幅な減額や返済年限の延長など、時に負債の棒引きに近いほど債務者に有利な返済計画を提示し、それをもって本櫓再興に漕ぎ着けるという具合である。債権者にとっては結局大損となったが、それでも本櫓が返済不能で廃座になりでもしたら文字通り元も子もなくなってしまうので、少しでも焦げ付きが回収できる道を選ばざるを得なかったのである。

### 猿若町

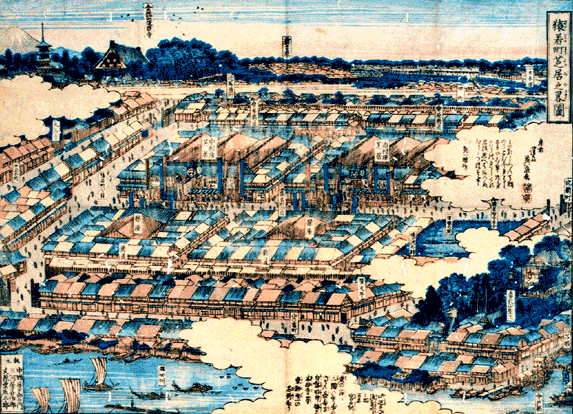
渓斎英泉画 『猿若町芝居之略圖』
----
天保13年の猿若町。中央左に中村座、その右に市村座がみえる。その右の雲で被われているところは遅れて移転することになっていた河原崎座の予定地。

天保12年（1841年）10月7日、中村座が失火で全焼、火災は堺町・葺屋町一帯に延焼し、市村座も類焼して全焼した。浄瑠璃の薩摩座と人形劇の結城座も被災した。
折しも幕府では、老中首座の水野忠邦を中心に天保の改革が推進されていた。改革は逼迫した幕府の財政を立て直すことを目的としたものだったが、水野はこれと同時に倹約令によって町人の贅沢を禁じ、風俗を取り締まって庶民の娯楽にまで掣肘を加えた。特に歌舞伎に対しては、七代目市川團十郎を奢侈を理由に江戸所払いにしたり、役者の交際範囲や外出時の装いを限定するなど、弾圧に近い統制下においてこれを庶民へのみせしめとした。

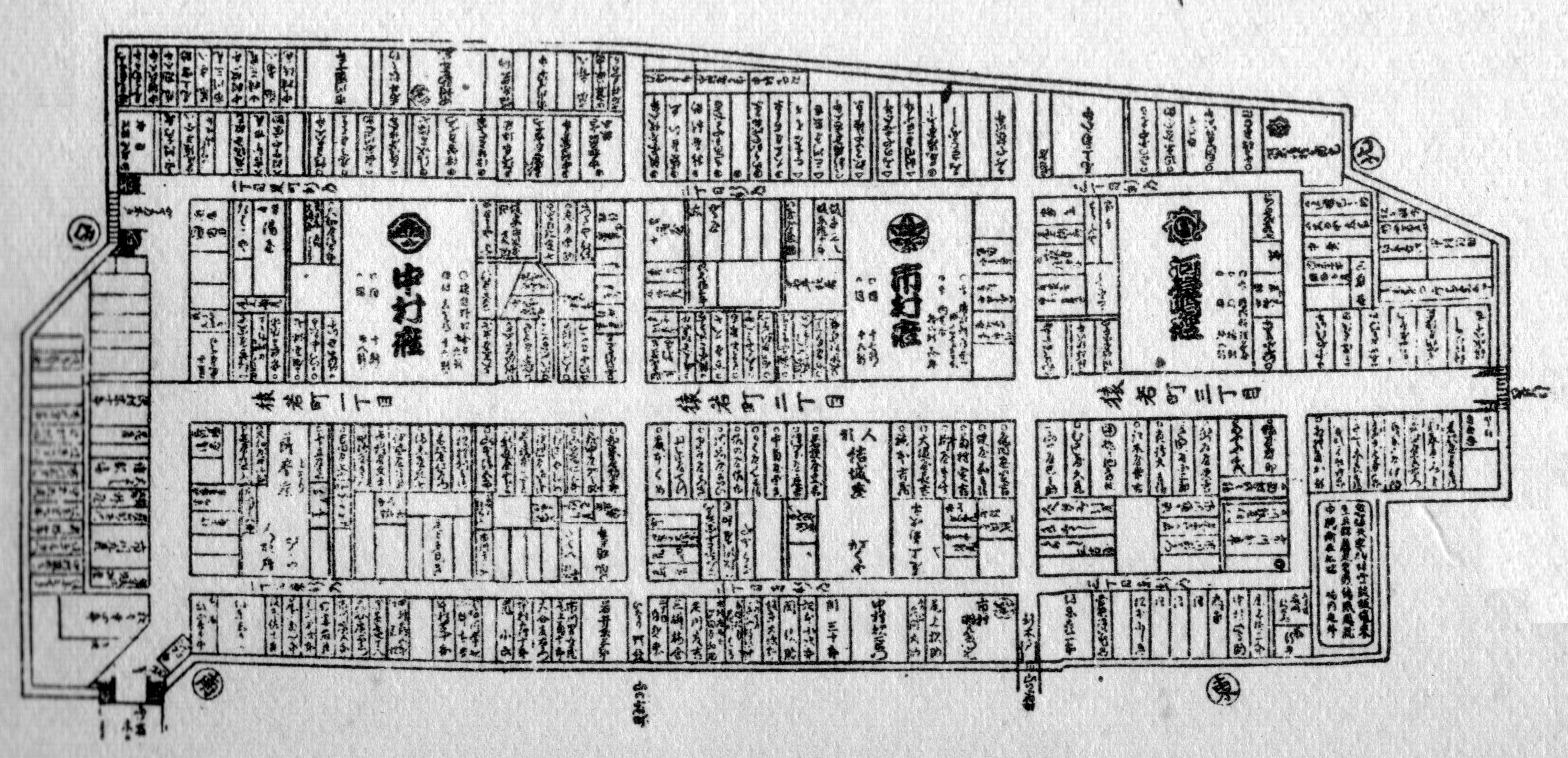
猿若町の地図
----
中央左から中村座・市村座・河原崎座とある。天保末年から安政初年頃（1843–1855）。

堺町・葺屋町一帯が焼けたことは、こうした綱紀粛正をさらに進めるうえでの願ってもいない好機だった。奉行所は早くも同年暮れには中村座と市村座に芝居小屋の再建を禁じ、一方で幕府は浅草聖天町（しょうでんちょう、現在の台東区浅草6丁目）にあった丹波園部藩の下屋敷を収公。翌天保13年（1842年）2月にはその跡地一万坪余りを代替地として中村・市村・薩摩・結城の各座に下し、そこに引き移ることを命じた。聖天町は外堀のはるか外側、堺町・葺屋町からは東北に一里はあろうかという辺鄙な土地だった。水野はそこに芝居関係者を押し込めることで、城下から悪所を一掃しようとしたのである。
同年4月、聖天町は江戸における芝居小屋の草分けである猿若勘三郎の名に因んで猿若町（さるわかまち）と改名された。夏頃までには各芝居小屋の新築が完了、9月には中村座と市村座がこの地で杮落しを行なっている。さらに同年冬には木挽町の河原崎座にも猿若町への移転が命じられ、翌天保14年（1843年）秋にはこれが完了した。芝居茶屋や芝居関係者の住居もこぞってこの地に移り、ここに一大芝居町が形成された。
河原崎座の移転が完了した直後に、幕府では水野が失脚、天保の改革は頓挫する。そして水野の目論見とは裏腹に、猿若町では三座が軒を連ねたことで役者や作者の貸し借りが容易になり、芝居の演目が充実した。また城下では常に頭を悩まされていた火災類焼による被害もこの町外れでは稀で、相次ぐ修理や建て直しによる莫大な損益も激減した。そして浅草寺参詣を兼ねた芝居見物客が連日この地に足を運ぶようになった結果、歌舞伎はかつてない盛況をみせるようになった。浅草界隈はこうして江戸随一の娯楽の場へと発展していく。
この猿若町に軒を連ねた中村座・市村座・森田座（または河原崎座）の三座を、猿若町三座（さるわかまちさんざ）という。

### 明治以降

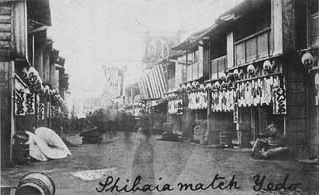
明治初年の猿若町
----
アメリカ人チャールズ・ロングフェローが日本滞在中に撮影した猿若町の写真。「Shibaia match Yedo」（芝居町 江戸）と手書きされている。『ロングフェロー日本滞在記』には明治4年（1871年）8月10日に東京で芝居見物をしたという記述がある。

慶応3年（1867年）暮れに幕府が崩壊すると、翌慶応4年（1868年）は春先から江戸開城・船橋の戦い・上野戦争などの騒擾が続き、猿若町への庶民の足も遠退いて、芝居興行は不振をきわめた。秋には六代目河原崎権之助が自宅で浪人の押し入り強盗に刺されて絶命するという、物騒な世情を象徴するような事件が起り、多くの芝居関係者を震撼させている。
そんな中、新政府は同年9月末になって突然猿若町三座に対し、他所へ早々に移転することを勧告した。しかし三座は困惑する。天保の所替えからすでに25年、世代も交替し、猿若町は多くの芝居関係者にとって住み慣れた土地となっていた。ただでさえ御一新で先行き不透明な時勢、三座の座元はいずれも移転には慎重にならざるを得なかったのである。
業を煮やした東京府は、明治6年（1873年）府令によって東京市内の劇場を一方的に十座と定めてしまった。これをうけて市内には、中橋（現在の中央区京橋）に澤村座が、久松町（現在の中央区日本橋久松町）に喜昇座が、蛎殻町（現在の日本橋蛎殻町）に中島座が、四谷（現在の新宿区四谷）に桐座が、春木町（現在の文京区本郷3丁目）に奥田座が、新堀町（現在の港区芝2丁目）に河原崎座が、次々に開場していった。猿若町三座は頭ごなしに「十座」のなかに取り込まれてしまったうえ、新劇場がいずれも外濠の内側にあるのに対して、猿若町は歓楽街とはいえ東北に偏った地にあることは否めなかった。これが重い腰をあげるひとつの理由となる。
三座のなかで最初に猿若町を離れたのは守田座で、明治5年（1872年）に新富町（しんとみちょう、現在の新富2丁目）に移転、明治8年（1875年）にこれを新富座（しんとみざ）と改称した。次が中村座で、明治15年（1882年）に失火により全焼すると、明治17年（1884年）に新劇場を浅草西鳥越町（にしとりごえちょう、現在の鳥越）に新築、これを猿若座（さるわかざ）と改称した。最後が市村座で、明治25年（1892年）に下谷二長町（にちょうまち、現在の台東1丁目）に 三階建煉瓦造の新劇場を建てて移転した。

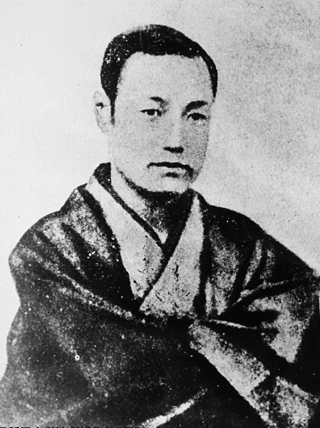
十二代目守田勘彌

新富座の座元十二代目守田勘彌には先見の明があり、明治9年（1876年）9月に新富座が類焼により全焼すると、その場は仮小屋でしのぎ、その間に巨額の借金をして、明治11年（1878年）6月には西洋式の大劇場新富座を開場した。杮落としの来賓に政府高官や各国公使を招いて盛大な開場式を挙行するというのも前代未聞だったが、なによりも新富座は当時最大の興行施設で、しかもガス灯による照明器具を備えてそれまでできなかった夜間上演を可能した、画期的な近代劇場だった。以後この新富座で専属役者の九代目團十郎・五代目菊五郎・初代左團次の三名優が芸を競いあい、ここに「團菊左時代」（だんぎくさ じだい）と呼ばれる歌舞伎の黄金時代が幕を開けた。
明治22年（1889年）、福地櫻痴らが演劇改良運動の一環として推進していた新たな歌舞伎の殿堂歌舞伎座の建設が始まる。しかし守田はこれを良しとせず、中村座・市村座・千歳座と連繋して歌舞伎座が興行できないよう画策した。これは四座がむこう5年間にわたって團菊左をはじめ、大芝翫・家橘・宗十郎・源之助など当時の人気役者を順繰りで使って出ずっぱりにし、その他の劇場に出る余裕がないようにしてしまうという協定で、これを四座同盟（よんざどうめい）といった。これが功を奏して、歌舞伎座は完成後もいっこうに演目が立てられず立ち往生してしまう。福地はついに折れて、四座側に巨額の見舞金を支払うことで妥協が成立、歌舞伎座はやっと開場できるはこびとなった。
守田はこののち、一時は経営陣の内紛で揉めにも揉めた歌舞伎座に招かれてその経営にもあたるなど、團菊左時代を通じて歌舞伎界の中心に居続けたが、やがて團菊左が衰えて舞台を去ると新富座も衰退した。代わって表舞台に躍り出たのは歌舞伎座の内紛で飛び出した田村成義で、明治41年（1908年）に市村座の経営権を取得すると、ここで六代目菊五郎や初代吉右衛門の若手を育て、この二人が大正に入って「菊吉時代」（きくきち じだい）と呼ばれる第二の歌舞伎全盛期を築く。菊吉はもっぱら二長町の市村座に出ていたので、この一時期を「二長町時代」（にちょうまち じだい）ともいう。これが江戸三座の放った最後の輝きだった。やがて市村座と新富座は歌舞伎座とともに関西系の松竹合名会社に買収され、その独自性を失っていく。
大正12年（1923年）、関東大震災で新富座と市村座はともに焼失。新富座はその後再建されずに廃座となった。市村座は仮小屋を再建したが、それも昭和7年（1932年）には失火で焼失、以後再建されずに廃座となる。中村座はすでに明治26年（1893年）に失火で焼失、廃座になって久しかった。ここに300年の伝統を誇った江戸三座も、ついにその歴史に幕が引かれたのである。

## 参考文献

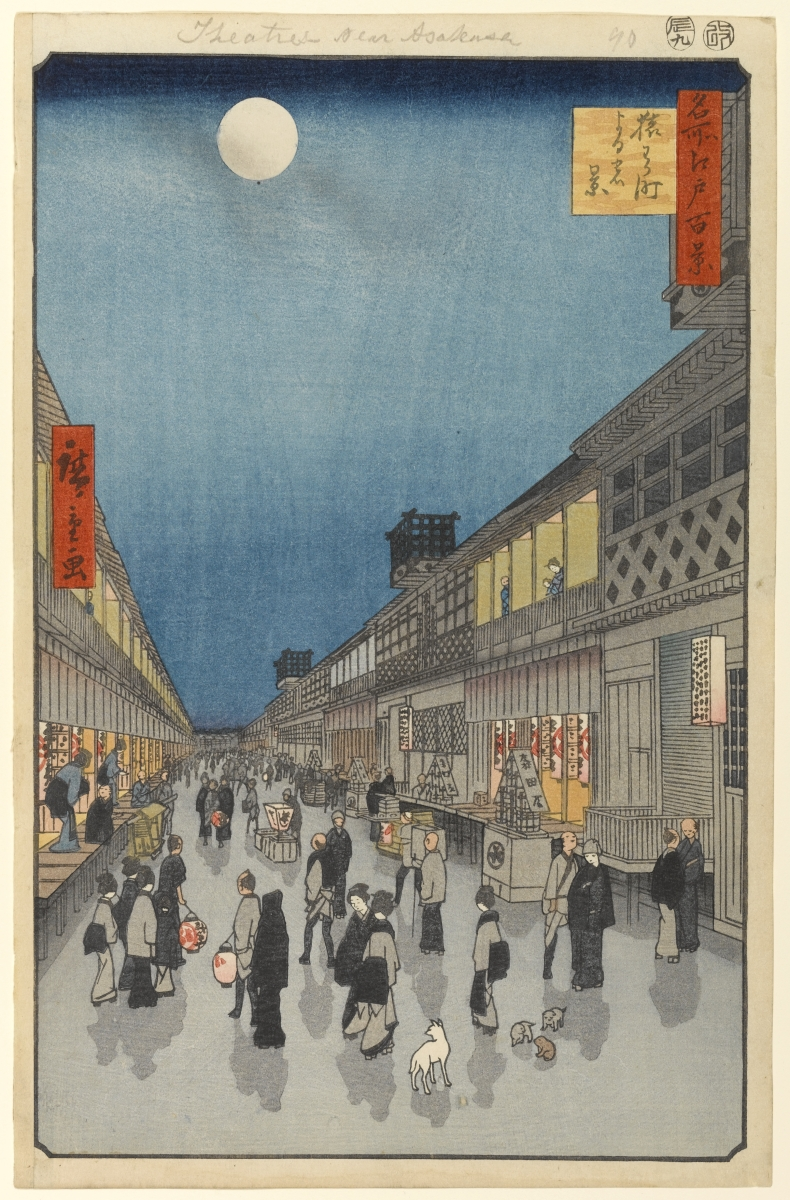
歌川広重画 『猿わか町よるの景』
----
安政3年秋の猿若町。日没とともに上演は終了して芝居小屋は静まり返り、櫓からは定紋を染め抜いた幕も外された。それでも芝居町は芝居見物後の客に酒や食事を出していた芝居茶屋のおかげで夜更けまで人の気配が絶えなかった。

## 座の変遷と出来事
|                    | 中村座 系                                                                          | 市村座 系 | 森田座 系                                                                                    | 山村座                                                                                     |
| ------------------ | ---------------------------------------------------------------------------------- | --- | -------------------------------------------------------------------------------------------- | ------------------------------------------------------------------------------------------ |
| 寛永元年 (1624)    | 猿若勘三郎が中橋に猿若座の櫓をあげる。                                             | |                                                                                              |                                                                                            |
| 寛永 9 年 (1632)   | 猿若座禰宜町に移転。                                                               | |                                                                                              |                                                                                            |
| 寛永10年 (1633)    | 都伝内が堺町に都座の櫓をあげる（間もなく破綻し廃座）。                             | |                                                                                              |                                                                                            |
| 寛永11年 (1634)    |                                                                                    | 村山又三郎が葺屋町に村山座の櫓をあげる。                                                                                            |                                                                                              |                                                                                            |
| 寛永19年 (1642)    |                                                                                    | |                                                                                              | 山村小兵衛が木挽町に山村座の櫓をあげる。                                                   |
| 慶安元年 (1648)    |                                                                                    | | 初代河原崎権之助が木挽町に河原崎座の櫓をあげる。                                             |                                                                                            |
| 慶安 4 年 (1651)   | 猿若座堺町に移転、中村座と改称。                                                   | |                                                                                              |                                                                                            |
| 承応元年 (1652)    |                                                                                    | 三代目市村宇左衛門が村山座の興行権を買い取り市村座と改称。 玉川彦十郎が葺屋町に玉川座の櫓をあげる（間もなく破綻し宮地芝居に転落）。 |                                                                                              |                                                                                            |
| 万治 3 年 (1660)   |                                                                                    | | 森田太郎兵衛が木挽町に森田座の櫓をあげる。                                                   |                                                                                            |
| 寛文元年 (1661)    |                                                                                    | 桐大内蔵が木挽町に桐座の櫓をあげる（間もなく破綻し廃座）。                                                                          |                                                                                              |                                                                                            |
| 寛文 3 年 (1663)   |                                                                                    | | 後継者を欠いた河原崎座を森田座が吸収。                                                       |                                                                                            |
| 延宝年間 (1673–81) | この頃官許四座制が定着                                                             | この頃官許四座制が定着 | この頃官許四座制が定着                                                                       | この頃官許四座制が定着                                                                     |
| 正徳 4 年 (1714)   | 官許三座制が確立                                                                   | 官許三座制が確立 | 官許三座制が確立                                                                             | 江島生島事件に連座して座元の五代目山村長太夫が伊豆大島に遠島。官許を取り消され山村座廃座。 |
| 享保19年 (1734)    |                                                                                    | | 森田座が地代滞納で地主と訴訟となり敗訴、休座に追い込まれる。                                 |                                                                                            |
| 享保20年 (1735)    |                                                                                    | | 二代目河原崎権之助が絶えていた河原崎座を復興し、森田座の興行権を代行する（控櫓のはじまり）。 |                                                                                            |
| 延享元年 (1744)    |                                                                                    | | 森田座再興。                                                                                 |                                                                                            |
| 天明 4 年 (1784)   |                                                                                    | 市村座が破綻休座。桐長桐が3年間の代興行を許され桐座を復興。                                                                         |                                                                                              |                                                                                            |
| 天明 8 年 (1788)   |                                                                                    | 市村座再興。 |                                                                                              |                                                                                            |
| 寛政元年 (1789)    |                                                                                    | | 森田座この年資金不足で興行できず。                                                           |                                                                                            |
| 寛政 2 年 (1790)   |                                                                                    | | 森田座が破綻休座（2度目）。河原崎座が代興行。                                                |                                                                                            |
| 寛政 5 年 (1793)   | 中村座が破綻休座。都伝内が5年間の代興行を許され都座を復興。 三座すべてが控櫓になる | 市村座が破綻休座（2度目）。桐座が5年間の代興行を許される。 三座すべてが控櫓になる                                                   | 三座すべてが控櫓になる                                                                       |                                                                                            |
| 寛政 9 年 (1797)   | 中村座再興。                                                                       | 市村座再興。 |                                                                                              |                                                                                            |
| 寛政10年 (1798)    |                                                                                    | | 森田座再興。                                                                                 |                                                                                            |
| 文化12年 (1815)    |                                                                                    | | 森田座が破綻休座（3度目）。河原崎座が代興行。                                                |                                                                                            |
| 文化13年 (1816)    |                                                                                    | 市村座が破綻休座（3度目）。桐座が代興行。                                                                                           |                                                                                              |                                                                                            |
| 文化14年 (1817)    |                                                                                    | 桐座破綻。都座が代興行権を代行。 |                                                                                              |                                                                                            |
| 文政元年 (1818)    |                                                                                    | 都座も破綻。神田明神の宮地芝居の座元の名義を預る玉川彦十郎が代興行権の代行の代行を許され玉川座を復興。                              |                                                                                              |                                                                                            |
| 文政 4 年 (1821)   |                                                                                    | 玉川座この年資金不足で興行できず。市村座再興。                                                                                      |                                                                                              |                                                                                            |
| 天保12年 (1841)    | 中村座失火により全焼。                                                             | 市村座類焼により全焼。 |                                                                                              |                                                                                            |
| 天保13年 (1842)    | 中村座猿若町に再建。                                                               | 市村座猿若町に再建。 | 河原崎座猿若町に移転命令。                                                                   |                                                                                            |
| 天保14年 (1843)    |                                                                                    | | 河原崎座移転完了。                                                                           |                                                                                            |
| 安政 2 年 (1855)   |                                                                                    | | 河原崎座失火により全焼。                                                                     |                                                                                            |
| 安政 3 年 (1856)   |                                                                                    | | 森田座再興。                                                                                 |                                                                                            |
| 安政 4 年 (1858)   |                                                                                    | | 森田座が守田座と改称 。                                                                      |                                                                                            |
| 明治元年 (1868)    | 新政府が三座に移転を勧告                                                           | 新政府が三座に移転を勧告 | 新政府が三座に移転を勧告                                                                     |                                                                                            |
| 明治 5 年 (1872)   |                                                                                    | | 守田座が新富町に移転。                                                                       |                                                                                            |
| 明治 6 年 (1873)   | 東京市内の劇場を十座に限定                                                         | 東京市内の劇場を十座に限定 | 東京市内の劇場を十座に限定                                                                   |                                                                                            |
| 明治 8 年 (1875)   |                                                                                    | | 守田座が新富座と改称。                                                                       |                                                                                            |
| 明治 9 年 (1876)   | 中村座類焼により半焼。                                                             | | 新富座類焼により半焼。翌年仮小屋を再建。                                                     |                                                                                            |
| 明治11年 (1878)    |                                                                                    | | 新富座が西洋式大劇場を新築。夜間上演を開始。「團菊左時代」の全盛期が始まる。                 |                                                                                            |
| 明治15年 (1882)    | 中村座失火により全焼。                                                             | |                                                                                              |                                                                                            |
| 明治17年 (1884)    | 中村座が浅草西鳥越町に再建、猿若座と改称。                                         | |                                                                                              |                                                                                            |
| 明治18年 (1885)    | 猿若座失火により全焼。                                                             | |                                                                                              |                                                                                            |
|                    |                                                                                    | |                                                                                              | 歌舞伎座                                                                                   |
| 明治22年 (1889)    | 四座同盟で歌舞伎座に対抗                                                           | 四座同盟で歌舞伎座に対抗 | 四座同盟で歌舞伎座に対抗                                                                     | 木挽町に歌舞伎座が開場。                                                                   |
| 明治25年 (1892)    |                                                                                    | 市村座が下谷二長町に新築移転。 |                                                                                              |                                                                                            |
| 明治26年 (1893)    | 猿若座失火により全焼。以後再建されず廃座に。                                       | 市村座類焼により半焼。 |                                                                                              |                                                                                            |
| 明治27年 (1894)    |                                                                                    | 市村座再建。 |                                                                                              |                                                                                            |
| 明治41年 (1908)    |                                                                                    | 田村成義が市村座の経営権を取得、「菊吉時代」の全盛期が始まる。                                                                      |                                                                                              |                                                                                            |
| 明治43年 (1910)    |                                                                                    | | 松竹が新富座の経営権を取得、以後衰退。                                                       |                                                                                            |
| 大正 2 年 (1913)   |                                                                                    | |                                                                                              | 松竹が歌舞伎座経営権を取得。                                                               |
| 大正10年 (1921)    |                                                                                    | 松竹が市村座経営権を取得、以後衰退。                                                                                                |                                                                                              | 歌舞伎座が漏電により全焼。                                                                 |
| 大正12年 (1923)    |                                                                                    | 市村座関東大震災で被災。仮小屋を再建。                                                                                              | 新富座関東大震災で被災。以後再建されず廃座に。                                               |                                                                                            |
| 大正14年 (1925)    |                                                                                    | |                                                                                              | 歌舞伎座再建。                                                                             |
| 昭和 7 年 (1932)   |                                                                                    | 市村座失火により全焼。以後再建されず廃座に。                                                                                        |                                                                                              |                                                                                            |

## 補注
1. ↑  江戸・上方では宮芝居（みやしばい）、地方においては地芝居（ぢしばい）と呼んでいたものの総称。
2. ↑  服部幸雄, 富田鉄之助, 廣末保 編『歌舞伎事典 新版』平凡社、2011年。ISBN 978-4-582-12642-6。
3. ↑  承応元年（1652年）に玉川彦十郎（たまがわ ひこじゅうろう）という者が葺屋町に櫓をあげ、これを玉川座（たまがわざ）といったが、間もなく経営難で廃座となった。
4. 1 2 3  明和年間（1764–1771年）の堺町・葺屋町では、中村座が大茶屋（高級料理屋）16軒と小茶屋（一般向けの小料理屋）15軒を従え、市村座が大茶屋10軒と小茶屋15軒を従えていた。また木挽町では森田座が大茶屋7軒を従えていた。
5. ↑  寛永10年（1633年）に都伝内（みやこ でんない）という者が堺町に櫓をあげ、これを都座（みやこざ）といったが、間もなく経営難で廃座となった。
6. ↑  寛文元年（1661年）に桐大内蔵（きり おおくら）という者が木挽町五丁目に櫓をあげ、これを桐座（きりざ）といったが、これも間もなく経営難で廃座となっている。
7. ↑  ただし実際には1年目は大入り、2年目もそこそこだったが、3年目は資金繰りがつかずついに一度も幕を開けられなかった。
8. 1 2 3  森田座は安政4年（1858年）に座名を守田座（もりたざ）と改めているが、これは積年の経営不振を座名のせいにして改称したものとして知られている。「森の下に田」では陽当たりが悪くて稲穂の実のりが悪いのも当然で、これを「田を守る」と改めればきっと豊作になるだろう、という験をかついだのである。
9. ↑  天保8年（1837年）から安政3年（1856年）まで。
10. ↑  同じ年には吉原を唯一の公娼とし、城下での遊廓を一切禁じている。聖天町はこの吉原に隣接した地にあった。
11. ↑  安政から明治初年ごろまでの錦絵や書籍には、「猿若町」に「さるわかまち」と仮名を振ったものと「さるわかちょう」したものが混在する。明治末年以後に出た町名便覧などの官庁発行による文書では「さるわかちょう」としているものが多いが、地元では一貫して「さるわかまち」と呼んでいたという。
12. ↑  三座が猿若町に軒を連ねた30年間に火災で焼失したのは安政2年（1855年）河原崎座のただ1度のみだった。その後の30年間には三座とも度重なる失火や類焼による被災で頻繁な修理や再築を余儀なくされていたのとは対照的である。
13. 1 2  喜昇座（きしょうざ）→ 久松座（ひさまつざ）→ 千歳座（ちとせざ）→ 明治座（めいじざ）と改称。
14. ↑  奥田座（おくだざ）→ 春木座（はるきざ）→ 本郷座（ほんごうざ）と改称。
15. ↑  河原崎座は安政2年（1855年）に失火で全焼すると休座に追い込まれ、代わって翌年には本櫓の森田座が再興された。その後座元の六代目河原崎権之助は市村座の舞台に立ち金主（財務責任者）を兼ねるなど活躍したが、明治元年（1868年）9月に自宅に押し入った浪人の強盗に刺し殺される。このとき戸棚に隠れて九死に一生を得たのが養子の七代目権之助、のちの河原崎三升で、これが明治7年（1874年）に芝新堀町に河原崎座を再興し、のちにこれを新堀座（しんぼりざ）と改めている。三升はこれを節目に生家の市川家に戻って九代目市川團十郎を襲名、明治9年（1876年）には旧本櫓筋にあたる新富座（森田座）の座頭（興行の責任者）になっている。
16. ↑  この守田座の新富町への移転と新富座への改称も、山積する負債からなんとか抜け出したいという願いを込めた験かつぎだった。文字通り「新しい富」を求めたのである。
17. ↑  中村座 → 猿若座（さるわかざ）→ 鳥越座（とりごえざ）→ 中村座と改称。
18. ↑  幕末の中村座の舞台間口は6間（約11メートル）、明治11年（1878年）落成の新富座は8間（約15メートル）、明治22年（1889年）落成の歌舞伎座は13間（約24メートル）あった。
19. ↑  それまでの芝居小屋は天窓から明かりをとっていたため、上演は早朝から日没までと決っていた。明治7年（1874年）1月に刷られた中村座の番付（演目表）は上演時間帯を明記したものの初見だが、そこにも「午前七時より相始め、午後五時迄」と書かれている。
20. ↑  歌舞伎座はかつての芝居町だった木挽町4丁目に建設されたが、この界隈はそもそも森田座の本貫であること、歌舞伎座は当時最大だった新富座よりもさらに大きい劇場となったこと、新富座がガス灯照明なのに対し歌舞伎座は当時最新の技術だった電灯を使用していたこと、法人として新設された歌舞伎座には従前の座と座の間の因習が通じないことなど、守田にとって歌舞伎座は面白くないことばかりだった。
21. ↑  このとき守田に支払われたのは2万円で、これは劇場が一つ建つほどの大金だった。歌舞伎座の総工費が3万5千円だった時代のことである。
22. ↑  このとき守田は歌舞伎座の舞台に左から黒-柿色-萌葱色の守田座式の定式幕をちゃっかりと転用しているが、これがそのまま定着して歌舞伎座の定式幕となり今日に至っている。